# جائزة الأرجنتين الكبرى 1974
جائزة الأرجنتين الكبرى 1974 هو سباق فورمولا 1 أقيم بتاريخ 13 يناير 1974 في بوينس آيرس، الأرجنتين. كان الأول من أصل 15 في بطولة العالم لسباقات الفورمولا واحد موسم 1974. حلّ ديني هولم أولا بينما جاء النمساوي نيكي لاودا في المركز الثاني وحصل على المركز الثالث السويسري كلاي ريجاتسوني.